# Dryadomorpha pallida
Dryadomorpha pallida är en insektsart som beskrevs av George Willis Kirkaldy 1906. Dryadomorpha pallida ingår i släktet Dryadomorpha och familjen dvärgstritar. Inga underarter finns listade i Catalogue of Life.